# 蒂茹卡斯
蒂茹卡斯是巴西圣卡塔琳娜州的一个市镇。总面积277平方公里，总人口26344人，人口密度95.1人/平方公里。